# Маркови камъни (Паничери)
Марковите камъни са комплекс от древнотракийски мегалитни светилища разположени в едноименните местности северно от село Паничери (Община Хисаря).
Сакрализираните в древността мегалитни струпвания са повече от осем на брой и включват местностите Марков камък, Малки Маркови камъни, Големи Маркови камъни, Маркова могила и др. Продължителните проучвания българските археолози и етнолози доказват по убедителен начин, че т.нар. Крали-Маркови камъни представляват светилища, които са били посветени на Бога на Бурята (Зевс).

## Описание и особености
В своето разположение Марков камък, Малки Маркови камъни, Големи Маркови камъни, Маркова могила маркират своеобразна дъга, обхващаща ниските части на Средна гора северно от село Паничери, продължаваща към билото на Стара планина на запад към землището на село Красново. На север разпространението на топонима достига землището на село Богдан (Община Карлово). Според доц.Иван Хрстов тази концентрация на топоними, свързана с Крали Марко почти напълно припокрива култовата територия около т.нар. „Свещен път“.
В рамките на всички местности, носещи името на Крали Марко, се откриват фрагменти от тракийски керамични съдове, датирани най-общо през І хил. пр. Хр. Някои от местностите, какъвто е случаят северно от Паничери и Марков камък (по пътя за Кози грамади), са в близост, дори интегрирани в могилни некрополи.
За някои от скалните масиви се носят легенди, че върху тях е стъпвал героят Марко и затова ямите по скалите, макар и спорно дали са издълбани от човешка ръка, са следите от стъпките на Марко. По южните склонове на Средна гора Марковите камъни спадат към една основна група – тази на камъните, върху които митологичният герой
е ходил заедно със съпътстващия го персонаж – сестра му, конят или кучето му.
В почти всички случаи скалите, носещи названието Марков/Маркови в изследваната територия, са места, където са концентрирани мълнии по време на буря. Твърде е вероятно по тази причина зад образа на Крали Марко в Средна гора да се е криел и тракийски гръмовержец (Олимпийският Зевс, гетският Гибелезис и Зевс Сбелсурд) – божество на бурята и природните сили.
Марковите камъни в Средна гора в своето разположение достигат и билото на Стара Планина. Според доц. Христов, присъствието на Крали Марко по „високото“ и „ниското“ маркира подвластната територия на епическия герой. Това много напомня и за ритуалните обхождания на границите на държавата, извършвана в древността от тракийските царе. Христов допуска, че скалите, носещи името на Крали Марко, са светилища на фолклорния наследник на тракийските владетели, контролирали изследваната територия преди 2400 години.